# Bayapo Ndori
Bayapo Ndori (né le 20 juin 1999) est un athlète botswanais, spécialiste du 400 mètres.

## Biographie
Lors des Jeux olympiques de 2020 à Tokyo, il s'adjuge la médaille de bronze du relais 4 × 400 mètres aux côtés de Isaac Makwala, Baboloki Thebe et Zibane Ngozi en établissant un nouveau record d'Afrique en 2 min 57 s 27.
Lors des championnats d'Afrique 2022 de Saint-Pierre, il remporte la médaille d'argent du 400 m devancé de 4/100e de seconde par le Zambien Muzala Samukonga, et la médaille d'or au titre du relais 4 × 400 m en compagnie de Collen Kebinatshipi, Leungo Scotch et Anthony Pesela. Il participe aux championnats du monde 2022 à Eugene et se classe sixième de la finale en 45 s 29 après avoir porté son record personnel à 44 s 87 en séries. Il se classe également sixième de la finale du 4 × 400 m. Quelques semaines plus tard, il décroche la médaille d'argent du relais 4 × 400 m lors des Jeux du Commonwealth à Birmingham.
En mars 2024, Bayapo Ndori remporte deux médailles d'argent lors des Jeux africains d'Accra au Ghana : sur  4 × 400 m et  4 × 400 m mixte. Le 20 avril 2024 à Nairobi, il porte son record persoonel sur 400 m à 44 s 10.
Il fait à nouveau partie du relais olympique botswanais du 4 × 400 m. Il décroche la médaille d'argent avec ses coéquipiers Busang Kebinatshipi, Anthony Pesela et Letsile Tebogo, en établissant un nouveau record d'Afrique.

### Palmarès
| Date | Compétition            | Lieu         | Résultat | Épreuve         | Temps         |
| ---- | ---------------------- | ------------ | -------- | --------------- | ------------- |
| 2021 | Jeux olympiques        | Tokyo        | 3e       | 4 × 400 m       | 2 min 57 s 27 |
| 2022 | Championnats d'Afrique | Saint-Pierre | 2e       | 400 m           | 45 s 35       |
| 2022 | Championnats d'Afrique | Saint-Pierre | 1er      | 4 × 400 m       | 3 min 4 s 27  |
| 2022 | Championnats du monde  | Eugene       | 6e       | 400 m           | 45 s 29       |
| 2022 | Championnats du monde  | Eugene       | 6e       | 4 x 400 m       | 3 min 0 s 14  |
| 2022 | Jeux du Commonwealth   | Birmingham   | 2e       | 4 x 400 m       | 3 min 1 s 85  |
| 2024 | Jeux africains         | Accra        | 2e       | 4 × 400 m       | 2 min 59 s 32 |
| 2024 | Jeux africains         | Accra        | 2e       | 4 × 400 m mixte | 3 min 13 s 99 |
| 2024 | Relais mondiaux        | Nassau       | 1er      | 4 × 400 m       | 2 min 59 s 11 |
| 2024 | Championnats d'Afrique | Douala       | 3e       | 4 × 400 m       | 3 min 15 s 93 |
| 2024 | Jeux olympiques        | Paris        | 2e       | 4 × 400 m       | 2 min 54 s 53 |

### Records
| Épreuve               | Temps              | Lieu    | Date          |
| --------------------- | ------------------ | ------- | ------------- |
| 400 m                 | 44 s 10            | Nairobi | 20 avril 2024 |
| relais 4 × 400 mètres | 2 min 57 s 27 (AR) | Tokyo   | 7 août 2021   |